# غابرييل ساندو
غابرييل ساندو (بالرومانية: Gabriel Sandu)‏ هو لاعب كرة قدم روماني في مركز قلب الدفاع، ولد في 7 نوفمبر 1952 في بوخارست في رومانيا، وتوفي في 1 أكتوبر 1998. شارك مع منتخب رومانيا لكرة القدم. أما مع النوادي، فقد لعب مع دينامو بوخارست.